# Кароліна Маріанна Мекленбург-Штреліцька
Кароліна Маріанна Мекленбург-Штреліцька (нім. Caroline Marianne zu Mecklenburg, 10 січня 1821 — 1 червня 1876) — принцеса Мекленбург-Штреліцька з Мекленбурзького дому, донька великого герцога Мекленбург-Штреліца Георга та принцеси Гессен-Кассельської Марії, дружина кронпринца Данії Фредеріка у 1841–1846 роках. Після розірвання шлюбу повернулася до батьків та продовжила жити в Нойштреліці.

## Біографія
Кароліна Маріанна народилася 10 січня 1821 року у Нойштреліці. Вона була третьою дитиною та другою донькою в родині великого герцога Мекленбург-Штреліца Георга та його дружини Марії Гессен-Кассельської. Дівчинка мала старшу сестру Луїзу та брата Фрідріха Вільгельма. За три роки у неї з'явився ще один брат — Георг.
У грудні 1840 року відбулися заручини принцеси Маріанни із спадкоємним данським принцом Фредеріком.
У віці 20 років Кароліна Маріанна взяла шлюб із 32-річним кронпринцом Данії Фредеріком. Весілля відбулося 10 червня 1841 у Нойштреліці. Для нареченого це був другий шлюб. Перший, із донькою короля Данії, було розірвано за кілька років перед цим через його розпусну поведінку. 21 червня подружжя на кораблі «Крістіан VIII» прибули у Данію. Шлюб із німецькою принцесою мав на меті забезпечити Данію спадкоємцями, однак він, як і перший, виявився бездітним. На новій батьківщині кронпринцеса стала відомою як Принцеса Маріанна. Її змальовували як сором'язливу та нервову дівчину. Розпусний стиль життя принца при цьому аніскільки не змінився, що й призвело до краху шлюбу.

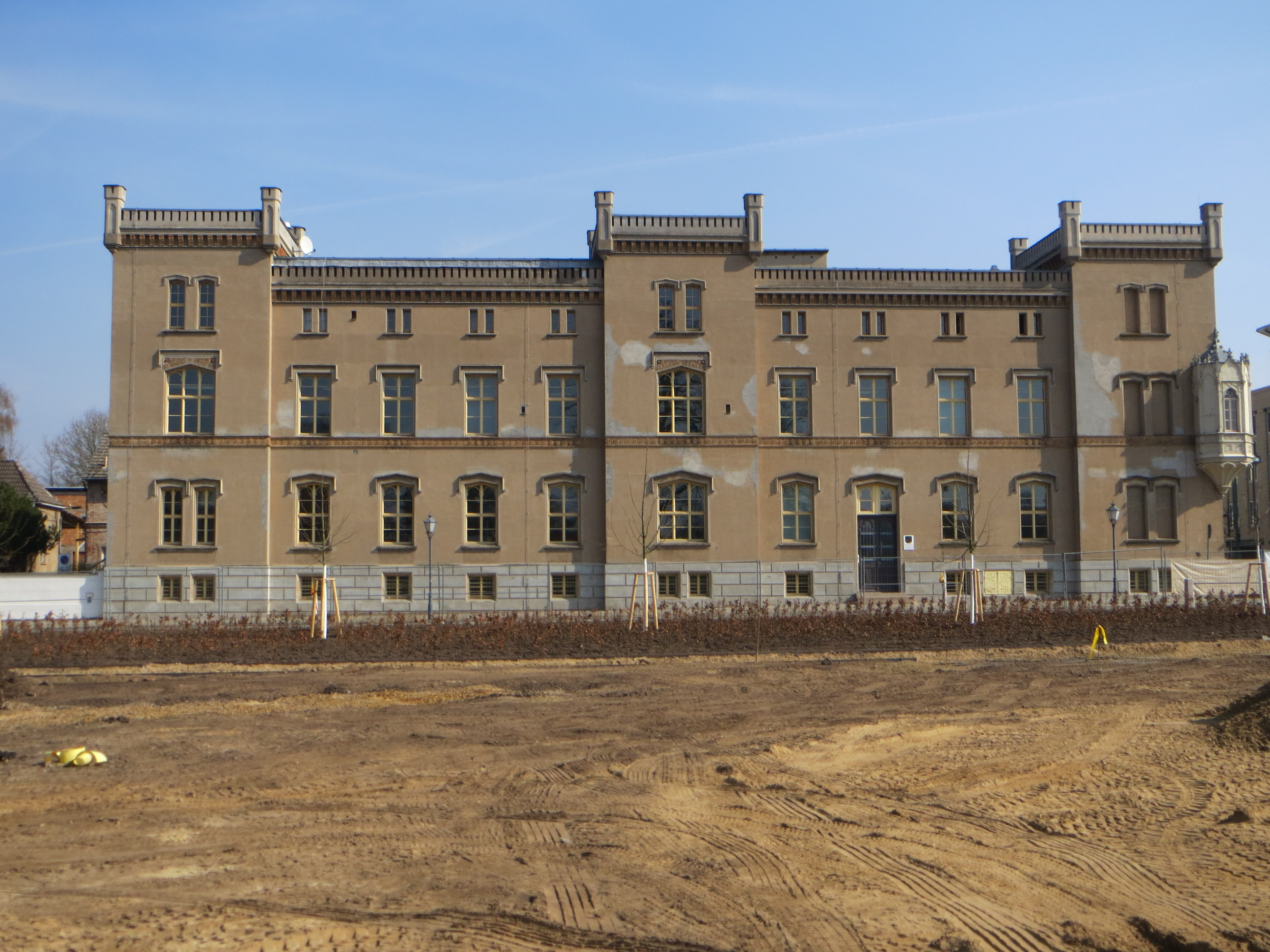
Сучасний вигляд «Палацу Кароліни»

Навесні 1844 року Маріанна відвідувала батьків у Нойштреліці і відмовилася повертатися до чоловіка, знаючи про його зв'язок із Луїзою Рассмуссен. Шлюб було анульовано 30 вересня 1846 року. В офіційних документах зазначалося, що причинами стала спадкові захворювання дружини та погіршення її здоров'я, в той час як Фредерік щиро засмучений цією подією.
Маріанна продовжила вести тихе життя у батьків, зберігши титули, в той час як у 1848 році Фредерік став королем Данії та невдовзі одружився із Луїзою Рассмусен. Колишнього чоловіка принцеса в розмовах згадувала надзвичайно рідко, зазначивши що він був «надто дивним». Більше шлюбів принцеса не брала.
У 1850 році для неї було збудовано палац, який отримав назву «Палац Кароліни» («Carolinenpalais»).
У 1860-му принцеса пожертвувала гроші на будівництво лікарні, названої в її честь «Carolinenstift».
Кароліна Маріанна померла ще за життя матері 1 червня 1876 року. Похована у старій крипті замкової кірхи у Мірові.

## Титули
- 10 січня 1821—10 червня 1841 — Її Високість Герцогиня Кароліна Мекленбурзька, Принцеса Мекленбург-Штреліцька;
- 10 червня 1841—30 вересня 1846 — Її Королівська Високість Кронпринцеса Данії;
- 30 вересня 1846—1 червня 1876 — Її Королівська Високість Принцеса Маріанна Данська.